# Multiclavula sharpii
Multiclavula sharpii é uma espécie de fungo pertencente à família Clavulinaceae.